# Centro do Guilherme
Centro do Guilherme é um município brasileiro do estado do Maranhão, localizado na Mesorregião do Oeste Maranhense e na Microrregião de Gurupi. De acordo com o IBGE, em 2013 era considerado o município mais pobre do Brasil. Sua população no censo de 2022 foi de 12 342 habitantes.
O município foi criado, pela Lei nº 6.126, de 10 de novembro de 1994, sancionada pelo governador José Ribamar Fiquene e apresentada pelo deputado estadual Carlos Braide. Sua criação refletiu o crescimento populacional impulsionado pela BR-316 e pela agropecuária.
Centro do Guilherme fora desmembrado de Godofredo Viana, que era subordinado à Comarca de Cândido Mendes. O mesmo limita-se ao Norte com Maracaçumé; ao Sul com Maranhãozinho; a Leste com Governador Nunes Freire e Maranhãozinho; a Oeste com Centro Novo do Maranhão.
Apesar de a lei que o criou ser de 10 de novembro de 1994, sua instalação se deu apenas em 1 de janeiro de 1997 com a posse de seu primeiro administrador eleito por voto direto.

## História
O município de Centro do Guilherme foi criado em 10 de novembro de 1994. No entanto, o local já havia sido desbravado desde o ano de 1968, quando o Sr. José Guilherme de Andrade se estabeleceu no ponto mais alto do local que é hoje o centro comercial da cidade.

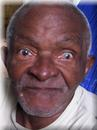
Guilherme José de Andrade, fundador da cidade que hoje leva seu nome.

O local foi estratégico por ser próximo ao rio Maracaçumé que, segundo alguns de seus contemporâneos e companheiros e o próprio fundador, possuía peixes em abundância. Essa abundância de peixes, assim como a de animais em geral, atraía ainda mais gente para o lugar.
Esta região era extremamente selvagem. De propriedade do governo brasileiro, a mesma ainda não tinha demarcação específica. Também desse período não há relatos de contatos com os índios da tribo Ka'apor, tampouco com outra, embora Guilherme e seus companheiros entrassem mata a dentro, chegando ao Nove Dedos (a 7 Km) e à região conhecida hoje como Quadra Araribóia.
Logo nos anos que se sucedem sua descoberta, chegaram outras pessoas, como seus irmãos e outros parentes, entre eles João Andrade e família, Porfírio (Totó), José Siriaco, Família Fernandes, Família Torres, entre outras famílias de importância similar.
No final dos anos 70 o então povoado contava com uma população de cerca de 700 pessoas. As ruas que então existiam eram as seguintes:
1. Rua do Comércio - que tem esse nome em razão da mesma ter alojada os estabelecimentos comerciais de maior destaque nos anos 80.
2. Rua Duque de Caxias - homenagem cunhada quando se tinha uma visão educacional ainda dos valores militares ao patrono do Exército brasileiro, Luís Alves de Lima e Silva, o Duque de Caxias, também chamado de O Pacificador, nascido no interior do Rio em 1803. A maioria dos moradores não tem ideia de tal homenagem.[carece de fontes?]
3. Rua da Assembleia - que no início era apenas um caminho (beco no mato) esburacado, em que mais tarde fora construída a primeira cadeia pública. O nome é uma referência à Igreja Assembleia de Deus, construída na Rua do Mercado. A instituição religiosa deu nome à rua apesar da mesma ficar esquina.
4. Rua do Mercado - que ainda nos anos 70 não tinha esse nome, uma vez que o próprio Mercado, que dá nome à rua só foi construído, no ano de 1997, na gestão do então prefeito Kleidson Evangelista. O prédio do mercado nem existe nos dias de hoje (2023).
5. Rua Cine Brasil - Rua de muitas histórias. O nome também se deve ao fato de nos anos 80 e início dos 90, um homem pioneiro chamado Sr. Almir ter trazido as principais películas para aquele que seria o primeiro cinema (e único) para a cidade, o Cine Brasil, que depois se tornou o Clube Mix House. O clube, por sinal, até 2016 tinha ruínas de suas paredes.[8]

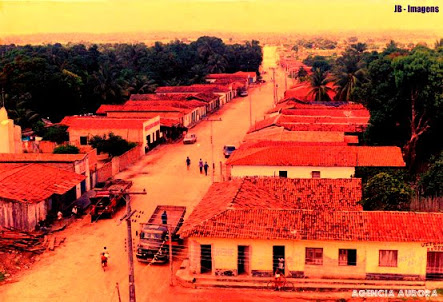
Centro do Guilherme, 1993.

A sede do município já teve Porto Alegre apontado como possível nome a ser escolhido antes do plebiscito, em 1993, que impôs à ao distrito a condição de cidade. Não fora assim rebatizado porque a população resolveu homenagear o seu desbravador, que ainda era vivo. O nome foi também a única homenagem feita a Guilherme José de Andrade até 2023. Em 2014 cogitou-se a possibilidade de a nova escola de ensino médio construída entre 2013 e 2019, ano de sua conclusão e inauguração.[carece de fontes?]

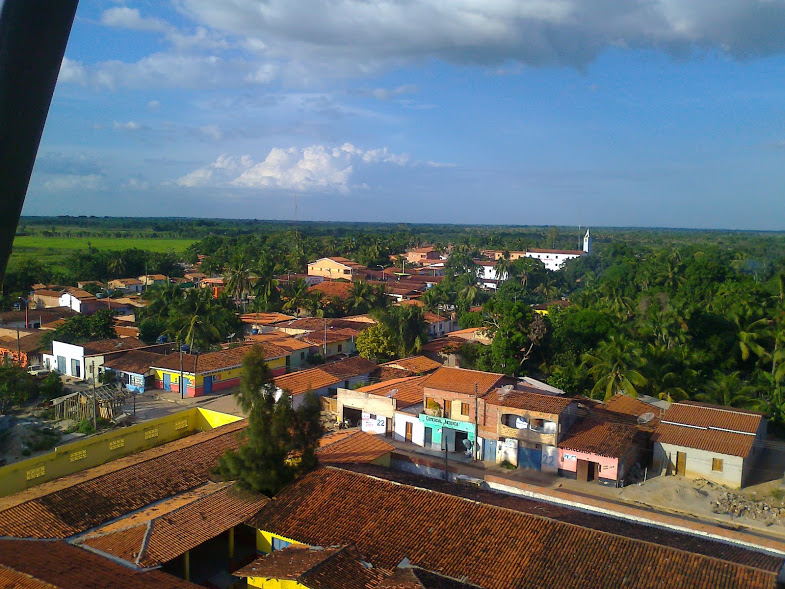
Centro do Guilherme vista panorâmica para o centro, igreja matriz e praça de eventos.

## Geografia
Com área de 1.167,848 e população de 13.294 pessoas Centro do Guilherme se coloca entre os menores e menos populosos do país. O município tinha 12565 habitantes no último Censo. Isso coloca o município na posição 144º dentre 217 do Maranhão. Em comparação com outros municípios do Brasil, fica na posição 2521º dentre 5570 do Brasil (em 2017). Sua densidade demográfica é de 11.70 habitantes por quilômetro quadrado, colocando-o na posição 163 de 217 do mesmo estado. Quando comparado com outros municípios no Brasil, fica na posição 4154 de 5570.

### População
Segundo o Censo IBGE/2010 a população que residia na zona urbana representa cerca de 56,28% do total, e na zona rural 43,72%, sendo que, após 2010, houve alteração na área total do município e, portanto, nesta porcentagem.
Entre 2000 e 2010, a população de Centro do Guilherme cresceu a uma taxa média anual de 4,89%, enquanto no Brasil foi de 1,17%, no mesmo período. Nesta década, a taxa de urbanização do município passou de 43,63% para 56,28%. Em 2010 viviam, no município, 12.565 pessoas.
Entre 1991 e 2000, a população do município cresceu a uma taxa média anual de 1,43%. No Maranhão, esta taxa foi de 1,53%, enquanto no Brasil foi de 1,63%, no mesmo período. Na década, a taxa de urbanização do município passou de 0,00% para 43,63%.

#### Distribuição das faixas etárias
Entre 2000 e 2010, a razão de dependência no município passou de 91,43% para 63,37%, e índice de envelhecimento de 2,73% para 3,65%. Em 1991, esses dois indicadores eram, respectivamente, 104,98% e 1,53%. Já no estado, a razão de dependência passou de 65,43% em 1991, para 54,88% em 2000 e 45,87% em 2010; enquanto a taxa de envelhecimento passou de 4,83%, para 5,83% e para 7,36%, respectivamente.

### Longevidade, mortalidade e fecundidade
A mortalidade infantil (mortalidade de crianças com menos de um ano de idade) no município passou de 63,9 óbitos por mil nascidos vivos, em 2000, para 38,2 óbitos por mil nascidos vivos, em 2010. Em 1991, a taxa era de 111,7. Já no Maranhão, a taxa era de 28,0, em 2010, de 46,5, em 2000 e 82,0, em 1991. Entre 2000 e 2010, a taxa de mortalidade infantil no país caiu de 30,6 óbitos por mil nascidos vivos para 16,7 óbitos por mil nascidos vivos. Em 1991, essa taxa era de 44,7 óbitos por mil nascidos vivos.
Com a taxa observada em 2010, o Brasil cumpre uma das metas dos Objetivos de Desenvolvimento do Milênio das Nações Unidas, segundo a qual a mortalidade infantil no país deve estar abaixo de 17,9 óbitos por mil em 2015
A esperança de vida ao nascer é o indicador utilizado para compor a dimensão de longevidade do Índice de Desenvolvimento Humano Municipal (IDHM). Em Centro do Guilherme, a esperança de vida ao nascer cresceu 8,0 anos na última década, passando de 59,4 anos, em 2000, para 67,4 anos, em 2010. Em 1991, era de 52,9 anos. No Brasil, a esperança de vida ao nascer é de 73,9 anos, em 2010, de 68,6 anos, em 2000, e de 64,7 anos em 1991.

### Renda
Segundo dados de 2014 percentual da população com rendimento nominal mensal per capita é de até 1/2 (meio) salário mínimo é de 52,6% [2010]. O rendimento médio de cada centroguilhermense que trabalha é de 1,5 salário mínimo, sendo o número de pessoal ocupado apenas 428 (3,4% da população), que praticamente só reflete os cargos públicos, a saber prefeitura e estado. O número de empregados com carteira assinada é quase insignificante em comparação com outras cidades. Esta deformidade na formalização dos empregos e de outras informações locais levam o município a ter números ruins em várias esferas.
Entre 2000 e 2010, a taxa de atividade da população de 18 anos ou mais (ou seja, o percentual dessa população que era economicamente ativa) passou de 50,02% em 2000 para 49,42% em 2010. Ao mesmo tempo, sua taxa de desocupação (ou seja, o percentual da população economicamente ativa que estava desocupada) passou de 16,19% em 2000 para 4,72% em 2010.
Em 2010, das pessoas ocupadas na faixa etária de 18 anos ou mais do município, 43,15% trabalhavam no setor agropecuário, 0,67% na indústria extrativa, 8,18% na indústria de transformação, 5,38% no setor de construção, 0,18% nos setores de utilidade pública, 9,22% no comércio e 30,52% no setor de serviços.
A renda per capita média de Centro do Guilherme cresceu 139,54% nas últimas duas décadas, passando de R$ 79,56, em 1991, para R$ 120,34, em 2000, e para R$ 190,58, em 2010. Isso equivale a uma taxa média anual de crescimento nesse período de 4,71%. A taxa média anual de crescimento foi de 4,71%, entre 1991 e 2000, e 4,70%, entre 2000 e 2010. A proporção de pessoas pobres, ou seja, com renda domiciliar per capita inferior a R$ 140,00 (a preços de agosto de 2010), passou de 86,14%, em 1991, para 67,19%, em 2000, e para 51,92%, em 2010. A evolução da desigualdade de renda nesses dois períodos pode ser descrita através do Índice de Gini, que passou de 0,42, em 1991, para 0,66, em 2000, e para 0,56, em 2010.

### Qualidade de vida
O Índice de Desenvolvimento Humano (IDH) de Centro do Guilherme é 0,548 [2010], considerado baixo apesar da melhora em relação ao Censo IBGE/2000 e 1991.
| CENSO/IDH Anos/Critérios | RENDA | LONGEVIDADE | EDUCAÇÃO | TOTAL |
| ------------------------ | ----- | ----------- | -------- | ----- |
| 1991                     | 0,369 | 0,465       | 0,024    | 0,169 |
| 2000                     | 0,436 | 0,574       | 0,116    | 0,307 |
| 2010                     | 0,510 | 0,707       | 0,442    | 0,548 |

Ao interpretar os dados percebemos que a dimensão que mais contribuiu, para o IDHM do município (2010) é a Longevidade, com índice de 0,707, seguida de Renda, com índice de 0,510, e de Educação, com índice de 0,442, sendo esta última a que menos contribui em todas as medições.
Entre 2000 e 2010
O IDHM passou de 0,307 em 2000 para 0,542 em 2010 - uma taxa de crescimento de 76,55%. O hiato de desenvolvimento humano, ou seja, a distância entre o IDHM do município e o limite máximo do índice, que é 1, foi reduzido em 66,09% entre 2000 e 2010. Nesse período, a dimensão cujo índice mais cresceu em termos absolutos foi Educação (com crescimento de 0,326), seguida por Longevidade e por Renda.
Entre 1991 e 2000
O IDHM passou de 0,160 em 1991 para 0,307 em 2000 - uma taxa de crescimento de 91,88%. O hiato de desenvolvimento humano foi reduzido em 82,50% entre 1991 e 2000. Nesse período, a dimensão cujo índice mais cresceu em termos absolutos foi Longevidade (com crescimento de 0,109), seguida por Educação e por Renda.
Entre 1991 e 2010
De 1991 a 2010, o IDHM do município passou de 0,160, em 1991, para 0,542, em 2010, enquanto o IDHM da Unidade Federativa (UF) passou de 0,493 para 0,727. Isso implica uma taxa de crescimento de 238,75% para o município e 47% para a UF; e em uma taxa de redução do hiato de desenvolvimento humano de 54,52% para o município e 53,85% para a UF. No município, a dimensão cujo índice mais cresceu em termos absolutos foi Educação (com crescimento de 0,418), seguida por Longevidade e por Renda. Na UF, por sua vez, a dimensão cujo índice mais cresceu em termos absolutos foi Educação (com crescimento de 0,358), seguida por Longevidade e por Renda.
Centro do Guilherme ocupa a 5.293ª posição entre os 5.565 municípios brasileiros segundo o IDHM. Nesse ranking, o maior IDHM é 0,862 (São Caetano do Sul - SP) e o menor é 0,418 (Melgaço - PA).

### Rios
Entre os rios e igarapés que cortam ou delimitam e formam a hidrografia de Centro do Guilherme estão: Rio Maracaçumé, principal rio da região, o mesmo nasce na fronteira com a reserva indígena Alto Turiaçú, da etnia Ka'apor; Maracaçumezinho; Igarapé do Cedral (afluente do Maracaçumezinho); Igarapé Pimentão (afluente do Maracaçumé); Fonte do Pimentinha; Igarapé Braço Grande/Lago Azul e outras pequenas fontes.
Somente o Rio Maracaçumé é extenso, já foi navegável no município, e rico em peixes. A temperatura média é de 30º e o clima é quente e úmido (equatorial). O Índice pluviométrico é de 2000 a 2300mm de chuva anuais. O período chuvoso abrange de janeiro a junho. Já o período seco vai de julho a dezembro.

### Vegetação
As plantas nativas e outras encontradas no município são: matas (árvores grossas e capoeira) e cocais em menor número. As madeiras nativas no município (em processo de extinção atualmente) são: pau-d'arco/ipê, maçaranduba, pequi, jatobá, mirindiba, andiroba e cedros. A vegetação rasteira é composta de vários tipos de capins: Jaraguá, canarana e várias formas de brachiaria, panicum, milheto e sudão. As Árvores frutíferas predominantes são: mangueirais, oliveiras, goiabeiras, cajueiros, bananeiras, açaizeiras e coqueiros da praia.

### Picos, montes e altos
Os locais mais altos se encontram no chamado 9 dedos (à 7km da sede), Quadra 40-setor sul (à 20km), Quadra 45/Assemtamento e São Vicente (à 26Km), e à 30Km nas quadras chamadas 50 e Cinquentinha. A altura média dos picos e altos é de 100m. Com isso esses picos ficariam, somados aos 54m do município, à 154m (média) acima do nível do mar.

## Educação
Entre as principais escolas do município se encontram (em ordem de importância): Escola Municipal José Torres Evangelista, Unidade Integrada Adinísio Abreu, Escola Municipal Cícero José da Silva, Creche Pequeno Príncipe, Escola Municipal Benedito Avelino, etc.

### Crianças e jovens
As proporções de crianças e jovens frequentando ou tendo completado determinados ciclos indica a situação da educação entre a população em idade escolar do estado e compõe o IDHM Educação. No município, a proporção de crianças de 5 a 6 anos na escola era de 92,47%, em 2010. No mesmo ano, a proporção de crianças de 11 a 13 anos frequentando os anos finais do ensino fundamental era de 71,15%; a proporção de jovens de 15 a 17 anos com ensino fundamental completo era de 26,95%; e a proporção de jovens de 18 a 20 anos com ensino médio completo de 15,32%. Entre 1991 e 2010, essas proporções aumentaram, respectivamente, em 86,72 pontos percentuais, 67,13 pontos percentuais, 26,95 pontos percentuais e 15,32 pontos percentuais.
Em 2010, 72,17% da população de 6 a 17 anos do município estavam cursando o ensino básico regular com até dois anos de defasagem idade-série. Em 2000 eram 44,67% e, em 1991, 83,71%.
Dos jovens adultos de 18 a 24 anos, 1,44% estavam cursando o ensino superior em 2010. Em 2000 eram 0,50% e, em 1991, 0,00%.

### Expectativa de anos de estudo
O indicador expectativa de anos de estudo também sintetiza a frequência escolar da população em idade escolar. Mais precisamente, indica o número de anos de estudo que uma criança que inicia a vida escolar no ano de referência deverá completar ao atingir a maioridade. Entre 2000 e 2010, ela passou de 4,02 anos para 8,19 anos, no município, enquanto no Maranhão passou de 6,87 anos para 9,26 anos. Em 1991, a expectativa de anos de estudo era de 5,30 anos, no município, e de 6,29 anos, na UF.

### População adulta
Também compõe o IDHM Educação um indicador de escolaridade da população adulta, o percentual da população de 18 anos ou mais com o ensino fundamental completo. Esse indicador carrega uma grande inércia, em função do peso das gerações mais antigas, de menor escolaridade. Entre 2000 e 2010, esse percentual passou de 5,06% para 32,58%, no município, e de 39,76% para 54,92%, na UF. Em 1991, os percentuais eram de 2,42% ,no município, e 30,09%, na UF. Em 2010, considerando-se a população municipal de 25 anos ou mais de idade, 39,48% eram analfabetos, 23,53% tinham o ensino fundamental completo, 11,52% possuíam o ensino médio completo e 1,39%, o superior completo. No Brasil, esses percentuais são, respectivamente, 11,82%, 50,75%, 35,83% e 11,27%.
A taxa de escolarização de 6 a 14 anos de idade [2010] é de 91,6 %.
O Índice de Desenvolvimento da Educação Básica (IDEB) – Anos iniciais do ensino fundamental [2015] é de 3,5.
O Índice de Desenvolvimento da Educação Básica (IDEB) – Anos finais do ensino fundamental [2015] é 3,1.
O número de matrículas no ensino fundamental [2015] é 2.746.

## Política
O município já teve 5 prefeitos diferentes, 3 homens e duas mulheres: Kleidson Evangelista, à época no PMDB, Maria Irene, à época no PV, Maria Deusdete (Detinha), José Soares (Zé Didário) e José Auricélio (até 2024), os 3 últimos no PR/PL.
Pelo quociente populacional, o município tem direito a 9 vereadores. Desde 1996, toda eleição pôs na câmara de vereadores pelo menos 2 mulheres, exceto nos pleitos de 2016, quando  nenhuma mulher obteve vaga na câmara, respectivamente.
As primeiras eleições municipais ocorreram em 1996 (exceto pela consulta em plebiscito para colhida de opinião popular a respeito da criação do município), com a posse dos eleitos em 1997, o que ocorria a princípio na Igreja Assembleia de Deus como evento cívico. Conforme a Lei Orgânica do Município, a Câmara Municipal é composta por nove vereadores. Abaixo, veja a sequência de prefeitos e vereadores eleitos e empossados por pleito, com base nas informações disponíveis até outubro de 2024.

### Observações Iniciais
- Fontes Limitadas: As informações sobre prefeitos e vereadores de Centro do Guilherme são esparsas, especialmente para os pleitos mais antigos (1996, 2000, 2004, 2008, 2012). Dados completos sobre vereadores eleitos em cada pleito não estão disponíveis em fontes públicas consolidadas, como o Tribunal Superior Eleitoral (TSE) ou portais de notícias, para todos os anos. Portanto, a lista de vereadores será parcial, com maior detalhamento para eleições recentes (2000, 2004, 2008, 2012, 2016, 2020, 2024).
- Metodologia: As informações são de fontes confiáveis, como G1, CNN Brasil, Wikipédia e sites de apuração eleitoral, complementadas por referências fornecidas.

### Sequência de Prefeitos e Vereadores por Pleito

#### 1. Eleição de 1996 (Posse: 1º de janeiro de 1997)
- Prefeito: Fora eleito o jovem Kleidson Pereira da Silva (PMBD), na época o mais jovem prefeito do Brasil. Filho de uma das maiores lideranças políticas locais, o Sr. José Pereira Evangelista, que estava cotado e tido como favorito para o pleito, mas que fora assassinado quase dois anos antes por razões ainda hoje não esclarecidas. O mandato do Sr. Kleidson foi marcado por poucas polêmicas a algum avanço estrutural. Destaca-se no entanto que a prefeitura tinha endereço alugado durante todo o seu mandato.
- Vice-Prefeito: Antonio Queiróz. A chapa montada tinha o mote "Unidos Para Vencer".
- Vereadores: A Câmara Municipal foi composta por nove vereadores: Maria Fernandes, Raimunda do Posto, Antonio Luis, Simãozinho, Domingos Balduino, Antonio Pedro Belizário, Zé Antonio, Bento Costa, Oliveira do Povoado Cedral.

#### 2. Eleição de 2000 (Posse: 1º de janeiro de 2001)
- Prefeito: Kleidson Pereira Evangelista fora reeleito para seu segundo mandato.
- Vice-Prefeito: Antonio Queiroz.
- Vereadores: Maria Fernandes (2º mandato), Antonio do Guilherme, Raimunda do Posto (2º mandato), Antonio Luis (2º mandato), Simãozinho (2º mandato), Domingos Balduino, Zé Antonio, Chico Barraqueiro e Julio Loiola.

#### 3. Eleição de 2004 (Posse: 1º de janeiro de 2005)
- Prefeito: A população elegeu Maria Irene de Araújo Sousa depois de a mesma tentar pela 3º vez.
- Vice-Prefeito: Bento Costa e Silva.
- Vereadores: Maria Fernandes (3º mandato), Raimunda do Posto (3º mandato), Dilson Fernandes, Simãozinho (3º mandato), Antonio Luiz (3º mandato), Deusamar, Domingos Balduino (2º mandato), Relampão e Valdemar Cipó.

#### 4. Eleição de 2008 (Posse: 1º de janeiro de 2009)
- Prefeito: Maria Deusdete Lima Cunha (Detinha), mulher do então prefeito de Maranhãozinho (Josimar), que, em pouco tempo, se tornaria um dos mais importantes líderes políticos de todo o Alto Turi. Ambos depois se tornariam deputados estaduais (ele quatro anos antes dela) e federais (ele quatro anos antes dela). Em 2022 ambos se tornaram deputados federais simultaneamente (ele para sua primeira reeleição no âmbito federal).
- Vice-Prefeito: Junior do Chico Pedro.
- Vereadores: Professor Raimundinho, Mozeli, Valtinho, Bentinha, Celsão, Dorinha, Chico Barraqueiro, Elis e Coca.

#### 5. Eleição de 2012 (Posse: 1º de janeiro de 2013)
- Prefeito: A população reelegeu Detinha para seu segundo mandato.
- Vice-Prefeito: Junior do Chico Pedro.
- Vereadores: Professor Raimundinho (2º mandato), Mozeli Borges, Deusamar, Dilson Fernandes (2º mandato), Bentinha, Dorinha, Magão, Marly e Elis Aguiar. Nessa ocasião a prefeita teve hegemonia na câmara, uma vez que todos os vereadores eleitos, pela primeira vez, eram da base aliada.

#### 6. Eleição de 2016 (Posse: 1º de janeiro de 2017)
- Prefeito: José Soares de Lima (Zé de Dário), filiado ao Partido Liberal (PL). Aos 60 anos na época, era uma pessoa conhecida há pouco tempo na cidade. Sua ascensão se deveu à grande popularidade da prefeita anterior e do líder político Josimar Maranhãozinho.
- Vice-Prefeito: Dr. Ives Evangelista, irmão do primeiro prefeito da cidade.
- Vereadores: Professor Raimundinho (3º mandato), Luis do Sindicato, Dilson Fernandes (3º mandato, não consecutivo), Valtinho da 50, Magão (2º mandato), Mozeli Borges (2º mandato) e Zé da Tábua (único eleito na chapa adversária). Um dado não comemorável é o fato de nenhuma mulher ter sito eleita para cargo público no município durante este pleito.

#### 7. Eleição de 2020 (Posse: 1º de janeiro de 2021)
- Prefeito: José Soares de Lima (Zé de Dário), reeleito pelo Partido Liberal (PL). Aos 64 anos, o declarado agricultor foi reeleito.
- Vice-Prefeito: Dr. Ives Pereira Evangelista, do PL de 37 anos à época.
- Vereadores: Professor Raimundinho (4º mandato consecutivo), Luis do Sindicato (2º mandato), Dilson Fernandes (4º mandato, o 2º consecutivo), Bolero, Enfermeira Edilania, Valtinho (2º mandato), Junior Arruda, Elias e Dina Cabelos. Neste pleito mais uma vez o grupo político mandante teve hegemonia na Câmara Municipal. Todos os vereadores eram do grupo de Zé de Dário.

#### 8. Eleição de 2024 (Posse: 1º de janeiro de 2025)
- Prefeito: José Auricélio de Morais Leandro (Auricélio), do Partido Liberal (PL), eleito com 54,75% dos votos válidos (3.762 votos). Tinha 56 anos na ocasião.
- Vice-Prefeito: Professor Raimundinho, interrompendo o que poderia ser sua quinta vitória consecutiva como vereador.
- Vereadores: Os mais votados e eleitos, conforme quociente eleitoral e partidário:
  - Junior Arruda (PL), 7,11% (487 votos), eleito por quociente partidário  (2º mandato).
  - Léo Fernandes (MDB), 5,77% (395 votos), eleito por quociente partidário.
  - Diretora Renianny (PL), 5,68% (389 votos), eleito por quociente partidário.
  - Dina Cabelos (PRD), 5,57% (381 votos), eleito por quociente partidário  (2º mandato).
  - Enfermeira Edilânia (PL), 5,51% (377 votos), eleito por quociente partidário  (2º mandato).
  - Dilson Fernandes (PRD), 5,21% (357 votos), eleito por quociente partidário  (5º mandato, os 3 últimos consecutivos).
  - Luis do Sindicato (PL), 5,14% (352 votos), eleito por quociente partidário (3º mandato consecutivo).
  - Ivete do Zé da Tába (MDB), 4,88% (334 votos), eleito por média.
  - Diretor Erivelto (PL), 4,51% (309 votos), eleito por média.
- Contexto: A eleição teve 6.959 votos totais, com 0,32% de votos brancos, 0,95% de votos nulos e abstenção de 11,14% (872 eleitores). O PL manteve sua dominância, elegendo a maioria dos vereadores. A presença de mulheres na Câmara (como Diretora Renianny, Enfermeira Edilânia e Ivete do Zé da Tabúa) marcou o retorno da representatividade feminina após duas legislaturas exclusivamente masculinas.

### Resumo das  Eleições (Prefeitos - 1996-2024)
| Ano  | Prefeito                            | Vice                 | Vice e Outras Posições         | Mandato   | Partido | Coligação / Federação                   |
| ---- | ----------------------------------- | -------------------- | ------------------------------ | --------- | ------- | --------------------------------------- |
| 1996 | Kleidson Pereira da Silva           | Antonio Queiróz      | Maria Irene                    | 1997-2000 | PMDB    | PMDB, PSL, PPB, PFL (*)                 |
| 2000 | Kleidson Pereira da Silva           | Antonio Queiróz      | 2º Maria Irene, 3º Gilbertão   | 2001-2004 | PMDB    | PMDB, PSL, PPB, PFL                     |
| 2004 | Maria Irene de Araújo Sousa         | Bento Costa          | 2º Alessandra, 3º Zé Pimenta   | 2005-2008 | PV      | PSC, PMN, PV                            |
| 2008 | Maria Deusdete Lima Cunha (Detinha) | Júnior (Chico Pedro) | 2º Kleidson, 3º Irene, 4º A. G | 2009-2012 | PL      | PR, PSB, PRTB, PPS, PT, PSDC, PP        |
| 2012 | Maria Deusdete Lima Cunha (Detinha) | Júnior (Chico Pedro) | Ant. do Guilh.                 | 2013-2016 | PL      | PP, PTB, PMDB, PR, DEM, PSDC, PSDB, PSD |
| 2016 | José Soares de Lima (Zé de Dário)   | Dr. Ives Evangelista | Júnior do CP                   | 2017-2020 | PL      | PR, PMDB, PSD, PTB, DEM, PRP, PMN, PDT  |
| 2020 | José Soares de Lima (Zé de Dário)   | Dr. Ives Evangelista | Nabi                           | 2021-2024 | PL      | PL/Avante                               |
| 2024 | José Auricélio de Morais Leandro    | Prof. Raimundinho    | Zé do Posto                    | 2025-2028 | PL      | PL/PRD                                  |

### Resumo dos Vereadores
- 1996: Maria Fernandes, Raimunda do Posto, Antonio Luis, Simãozinho, Domingos Balduino, Antonio Pedro, Zé Antonio, Bento Costa, Oliveira.
- 2000: Maria Fernandes, Antonio do Guilherme, Raimunda do Posto, Antonio Luis, Simãozinho, Domingos, Zé Antonio, Chico Barraqueiro e Loiola.
- 2004: Maria Fernandes, Raimunda do Posto, Dilson, Simãozinho, Antonio Luiz, Deusamar, Domingos Balduino, Relampão e Valdemar Cipó.
- 2008: Raimundinho, Mozeli, Valtinho, Bentinha, Celsão, Dorinha, Chico Barraqueiro, Elis e Coca.
- 2012: Raimundinho, Mozeli, Deusamar, Dilson, Bentinha, Dorinha, Magão, Marly e Elis.
- 2016: Luis do Sindicato, Raimundinho, Dilson, Valtinho, Magão, Mozeli, Zé da Tábua.
- 2020: Luis do Sindicato, Raimundinho, Dilson, Bolero, Edilania, Valtinho, Junior Arruda, Elias e Dina Cabelos.
- 2024: Luis do Sindicato, Dina Cabelos, Dilson, Edilânia, Junior Arruda, Erivelton, Renianny, Ivete (do Zé da Tabúa) e Léo.

### Limitações e Comentários
- A falta de registros completos para o pleito de 1996 reflete a baixa digitalização de dados eleitorais de municípios pequenos na época. Arquivos do TSE ou da Câmara Municipal de Centro do Guilherme poderiam fornecer mais detalhes se acessíveis publicamente.
- A dominância do PL nas eleições recentes (de 2008 a 2024) indica uma forte base política local o que prova a influência de Josimar Maranhãozinho e Detinha na política local em duas décadas.
- A eleição de 2024 foi a mais acirrada dos últimos 24 anos, tendo uma diferença de mais de 600 votos do vencedor para o vencido, o que pode representar, também, um desgaste do modelo de política e governo do PL, na época.

## Economia
Atualmente destaca-se na produção agrícola o cultivo de arroz, milho, feijão e mandioca, todos em pequena escala, no regime de economia familiar. Entre os principais frutos, destacam-se banana, laranja e melancia. O principal item na produção municipal continua sendo o arroz. Centro do Guilherme já foi um dos maiores produtores e exportadores deste grão na região. No entanto, todas as vertentes de produção estão caindo a cada ano em função da má gestão e tratamento do solo e de falta de estímulos internos e externos. Além disso, apesar da maior parte das terras ainda estarem nas mãos de pequenos produtores, há uma crescente presença de latifundiários que exploram basicamente a pecuária.
O arroz já proporcionou grandes investimentos locais. Houve tempos em que havia cerca de 10 casas beneficiadoras do arroz (o que era muito para uma cidade como aquela). Os maiores comerciantes da época também eram os que tinham as melhores "piladoras" de arroz. A partir da segunda década de 2000 quase não se vê esse tio de beneficiadora. O arroz consumido entre os centroguilhermenses é quase 100% produzido no sul do país. Nem mesmo o arroz produzido na baixada de Arari, chega ao noroeste. Isso se dá por razões comerciais, em função de as distribuidoras de outros produtos trazerem, junto à outros lotes de mercadorias, variados tipos de arroz com processamentos também variados.
As outras atividades econômicas do município são: comércio (geral), pecuária, piscicultura, pesca e o setor de serviços. Na pecuária, a predominância é a criação de bovinos, suínos, cabras e aves.

### PIB
O Produto Interno Bruto per capita é de R$ 4930,60 [2014], sendo que quase 100% das receitas são de fontes externas (96,6%) [2015].

## Saúde
A taxa de mortalidade Infantil em 2014 foi de 25,51.
O número de Internações por diarreia em 2016 foi de 1,4 internações por mil habitantes.
Havia 2 estabelecimentos de saúde vinculados ao SUS em 2009.
A taxa de esgotamento sanitário adequado era de 6,7 % em 2010.

## Cultura

### Festa do Açaí - Quadra 50
Todos os anos, um grande número de pessoas do município e outras localidades se divertem com vários dias de festas realizadas na Qd. 50/Alta Floresta. O festival, além de desenvolver o turismo local, gera renda para os pequenos comerciantes do fruto do açaí.

### Bumba-meu-boi
Apesar de ocorrer mais raramente nos últimos anos, a cultura centroguilhermense mantém viva suas tradições e manifestações do bumba-meu-boi, que constitui um aspecto fundamental na realidade maranhense e local.

## História expandida

### Contexto Inicial: Concessão de Terras ePovos Indígenas(Século XVI)
No início do período colonial, a Coroa Portuguesa concedeu extensas capitanias hereditárias para incentivar a ocupação do território brasileiro. A região que hoje corresponde ao Noroeste do Maranhão, incluindo a microrregião do Alto Turi, fazia parte da Capitania do Maranhão, subordinada diretamente ao Reino devido às dificuldades de comunicação com Salvador, sede do Estado do Brasil. Em 1535, João de Barros, renomado historiador português, e seus conterrâneos Aires da Cunha e Álvaro de Sousa receberam a Capitania do Maranhão, que abrangia terras desde a foz do rio Gurupi até o delta do Parnaíba. Contudo, a colonização efetiva só ganhou força no século XVII, com a fundação de São Luís em 1612 pelos franceses (França Equinocial) e a posterior retomada pelos portugueses.
A região era habitada por diversos povos indígenas, majoritariamente dos troncos linguísticos Tupi-Guarani e Macro-Jê. Entre as etnias presentes, destacam-se:
- Tupinambás: Habitavam áreas costeiras e fluviais, incluindo a ilha de Upaon-Açu (atual São Luís). Foram os primeiros a interagir com os franceses e portugueses, mas sofreram forte assimilação e extermínio.
- Tembés: Viviam nas terras que hoje compõem a Terra Indígena Alto Turiaçu, entre os rios Gurupi e Turiaçu. Não se sabe ao certo a localização das famílias Tembé hoje em dia. Mas é fato que eles ainda cultivam seus costumes. Nos anos de 2024 e 2025 foram matriculados cerca de duas meninas no Ensino Médio (Centro de Ensino Edson Pereira da Silva). Uma das quais estava com as pinturas típicas em sala de aula.
- Ka’apor (Urubu-Kaapor): Ocupavam áreas entre os rios Gurupi, Turiaçu e Maracaçumé, com registros de presença desde o século XVII. Eram conhecidos por sua resistência à colonização.
- Awá-Guajá: Um dos últimos povos caçadores-coletores da América do Sul, viviam em áreas florestais próximas aos rios Turiaçu e Maracaçumé.
- Gamela e Tremembés: Etnías menores que habitavam áreas próximas ao litoral e rios, mas que, em grande parte, foram assimiladas ou extintas.

Quando o explorador português Pedro Teixeira percorreu a região em 1637-1639, durante sua expedição que chegou até o rio Amazona, afluentes e outros países da região, ele atravessou áreas que hoje correspondem à BR-316, entre Santa Inês, Maracaçumé e Boa Vista do Gurupi. Teixeira utilizava mão de obra indígena, muitas vezes escravizada, para suas expedições, e registros indicam que ele perseguiu tribos que resistiam à presença portuguesa, forçando deslocamentos. Algumas etnias, como os Tembés e Ka’apor, migraram para áreas mais remotas, incluindo territórios que hoje correspondem a Capitão Poço e Nova Esperança do Piriá, no Pará, fugindo da violência colonial. A presença de indígenas ao longo do traçado da futura BR-316 era significativa, com aldeias esparsas de Tupi-Guarani e Jê. 
Após a passagem de Pedro Teixeira (1637-1639) pelas terras que hoje correspondem ao traçado da BR-316, na região do Alto Turi, não há registros de que o caminho percorrido por ele tenha sido amplamente utilizado nos dois séculos seguintes. A região permaneceu relativamente isolada e subaproveitada pelos colonizadores portugueses, mas não completamente esquecida. Teixeira usou vias fluviais (rios como Gurupi, Turiaçu e Paruá) e caminhos terrestres rudimentares, acompanhado por indígenas e jesuítas. Seu objetivo era cartográfico e político: mapear o território e afirmar a soberania portuguesa frente a espanhóis e outros europeus. Contudo, os caminhos terrestres abertos durante sua passagem eram precários, usados temporariamente e não mantidos como rotas permanentes. Porém as rotas podem ter sidos usadas para os seguintes motivos nos séculos XVII e XVIII:
1. Atividades Religiosas e Missões Jesuíticas:
  - Os jesuítas, em 1655, fundaram a Missão São Francisco Xavier do Turiaçu, às margens do rio Turiaçu, próximo à confluência com o rio Paruá. Essa missão, que deu origem ao município de Turiaçu, utilizava trilhas indígenas preexistentes, algumas possivelmente percorridas por Teixeira, para conectar aldeias e facilitar a catequese. Essas trilhas, embora não fossem estradas formais, eram usadas por missionários, indígenas escravizados e colonos para acessar áreas de coleta de recursos, como madeira e produtos florestais.
2. Capitães do Mato e Quilombos:
  - A partir do final do século XVII, a chegada de africanos escravizados intensificou-se, e muitos fugiam, formando quilombos nas margens dos rios Turiaçu, Paruá e Gurupi. Os capitães do mato, contratados por fazendeiros e autoridades coloniais, percorriam essas áreas em busca de escravizados fugidos. Eles utilizavam caminhos fluviais e terrestres, possivelmente reaproveitando trilhas indígenas ou abertas por expedições como a de Teixeira. Esses movimentos mantinham a região ativa, sendo apenas trilhas esparsas e temporárias.
3. Caçadores, Coletores e Indígenas:
  - Indígenas (como os Tembés, Ka’apor e Awá-Guajá) continuaram utilizando trilhas tradicionais na região para caça, coleta e trocas intercomunitárias. Algumas dessas trilhas podem ter coincidido com os caminhos de Teixeira, mas eram mantidas localmente, sem integração colonial.
  - Caçadores e coletores coloniais, em busca de peles, madeira ou produtos como a castanha-do-pará, também usavam trilhas esparsas, muitas vezes guiados por indígenas. Essas atividades, porém, eram limitadas pela dificuldade de acesso e pela hostilidade de povos indígenas resistentes, como os Ka’apor.

4. Exploradores e Agentes do governo (monarquia e República): 
- Não há registros específicos de outros grandes exploradores portugueses ou agentes da Coroa reutilizando diretamente o traçado exato de Teixeira, a caminho de Belém, nos dois séculos seguintes. A Coroa Portuguesa focava mais em vias fluviais, como os rios Amazonas, Gurupi e Turiaçu, para transporte e comércio, já que as florestas densas do Alto Turi dificultavam a manutenção de estradas terrestres. A exemplo disso é que, até mesmo no Rio Maracaçumé o transporte da maioria dos produtos e de passageiros era feito de barco a motor. Isso ocorria entre Maracaçumé e Centro do Guilherme até 1996, quando os bancos de areia formados pelo desmatamento acelerado, crimes ambientais de garimpeiros, etc,  produziram muitos bandos de areia e impossibilitaram o transporte fluvial centroguilhermense. O porto da vila ficava no final da atual Rua Cine Brasil, que também era o portal de entrada do distrito, onde se encontrava uma ponte bem baixa comparada à atual. Uma das primeiras casas ao entrar em Centro do Guilherme era a do Sr. João Bina e dona Mariquinha. A região do Alto Turi era mais acessada por vias fluviais do que por caminhos terrestres. Os rios Gurupi, Turiaçu e Paruá serviam como principais rotas para o transporte de produtos (como madeira e açúcar) e para a comunicação entre São Luís, Belém e missões jesuíticas. Trilhas terrestres, quando usadas, conectavam rios ou missões, mas não formavam uma rede estruturada até o século XIX, com a criação de colônias como a de Maracaçumé (1855).

### Século XIX: Primeiros Sinais de Reutilização
A região começou a ser mais sistematicamente ocupada a partir do século XIX, com:
- A criação da Colônia Maracaçumé (1855), que organizou a ocupação de terras e incentivou a abertura de caminhos para conectar áreas agrícolas.
- A intensificação da grilagem de terras, que levou colonos a reutilizar trilhas indígenas ou abrir novos caminhos para demarcar propriedades.

#### A estrada ficou esquecida por causa de:
- Geografia Hostil: A densa floresta amazônica e os solos alagadiços dificultavam a construção e manutenção de estradas.
- Foco Fluvial: Os rios eram mais práticos e econômicos para transporte, reduzindo a necessidade de vias terrestres.
- Baixa Densidade Populacional: A região tinha poucos colonos, e a resistência indígena (especialmente dos Ka’apor) desencorajava ocupações permanentes.
- Prioridades Coloniais: A Coroa Portuguesa priorizava áreas costeiras (como São Luís e Belém) e o vale do Amazonas, deixando o interior do Alto Turi secundário.

Embora o traçado específico percorrido por Pedro Teixeira não tenha se tornado uma estrada formal nos dois séculos seguintes, a região não foi completamente abandonada. Trilhas indígenas, reutilizadas por jesuítas, capitães do mato, caçadores e coletores, mantinham uma ocupação esparsa, centrada em vias fluviais e caminhos temporários. Não há evidências de outros grandes exploradores reutilizando diretamente o caminho de Teixeira, mas as trilhas locais continuaram em uso limitado até o século XIX, quando a colonização planejada e a abertura de colônias começaram a estruturar a ocupação territorial. A verdadeira integração da região só ocorreu no século XX, com a construção da BR-316 (década de 1970).

### Quilombos dos Séculos XVII a XVIII
A região entre os rios Gurupi, Turiaçu, Maracaçumé e Paruá, que abrange os atuais municípios de Boa Vista do Gurupi, Turiaçu, Maracaçumé e Santa Luzia do Paruá, tornou-se um importante refúgio quilombola no final do século XVIII, conforme descrito por Carlos de Lima em História do Maranhão: A Colônia.
Para recapturar os escravizados fugidos, os colonos empregavam os capitães do mato, figuras temidas que perseguiam os quilombolas pelas matas. Esses capitães, muitas vezes indígenas ou mestiços cooptados pelos portugueses, eram recompensados por cada fugitivo capturado. Os quilombos do Alto Turi resistiram por décadas, mas enfrentaram forte repressão, especialmente após a Independência do Brasil (1822), quando a Coroa intensificou o controle territorial.

### Colonização, Incursões Religiosas e Fundação deTuriaçu(Século XVII)
A colonização do Alto Turi foi marcada por incursões religiosas lideradas por ordens católicas, como os jesuítas, carmelitas, franciscanos e mercedários. Em 1655, os jesuítas fundaram a Missão São Francisco Xavier do Turiaçu, às margens do rio Turiaçu, na confluência com o rio Paruá, próximo à estrada Viana-Belém. Esse núcleo, considerado o embrião do município de Turiaçu, visava catequizar indígenas e consolidar a presença portuguesa.
As missões religiosas, porém, nem sempre eram pacíficas. Muitas etnias, como os Ka’apor, resistiram à catequese forçada, levando a conflitos. Além disso, algumas incursões religiosas foram consideradas irregulares, com missionários explorando indígenas para trabalho forçado ou apropriação de terras, práticas que contravinham as diretrizes da Coroa.

## Desmembramento de Turiaçu e Criação de Novos Municípios (Séculos XIX-XX)
Turiaçu: Origem e Emancipação: Turiaçu, inicialmente parte do território de São Luís, foi elevado à categoria de vila em 13 de fevereiro de 1834, quando ainda estava sob o domínio do Pará. A emancipação como município ocorreu pela Lei Provincial nº 897, de 11 de julho de 1870, consolidando sua independência administrativa de São Luís. A criação da vila e, posteriormente, do município foi impulsionada pela necessidade de organizar a ocupação da região, que atraía colonos portugueses, brasileiros e descendentes de africanos.
Emancipação de Godofredo Viana: Godofredo Viana foi desmembrado de Cândido Mendes e elevado à categoria de município pela Lei Estadual nº 2374, de 9 de junho de 1964, sancionada pelo governador Newton de Barros Bello. O projeto de lei foi de autoria do deputado estadual João Jorge Filho. A sede do novo município foi estabelecida no antigo povoado de Laranjal, que passou a ser chamado de Godofredo Viana em homenagem ao jurista, político e tribuno maranhense Godofredo Mendes Viana. A instalação oficial do município ocorreu em 15 de novembro de 1965. Na sua criação, Godofredo Viana foi constituído por dois distritos: Godofredo Viana (sede) e Aurizona, ambos desmembrados de Cândido Mendes.
A história de Godofredo Viana remonta a uma colônia agrícola situada no caminho entre Turiaçu e Carutapera, conhecida como Laranjal devido às plantações de laranjas do agricultor Gregório Correia. Embora a região tivesse laços históricos com Turiaçu (que era o município-mãe de Cândido Mendes), a emancipação de Godofredo Viana ocorreu diretamente a partir de Cândido Mendes, que já abrangia o distrito de Aurizona e o povoado de Laranjal.
Centro do Guilherme: Desmembramento de Godofredo Viana: Centro do Guilherme foi emancipado, após consulta pública em plebiscito de 1993, em 1994, pela Lei Estadual nº 6126, de 10 de novembro, sancionada pelo governador José Ribamar Fiquene. O projeto de lei foi proposto pelo deputado estadual Carlos Braide. A criação do município atendeu à demanda de comunidades locais por autonomia administrativa, em um contexto de expansão agropecuária e conflitos fundiários.
A microrregião do Alto Turi também inclui Maracaçumé e outros municípios próximos, desmembrados, a princípio, de Turiaçu. Maracaçumé fora criado como vila em 1955 pela Lei Estadual nº 1277, de 29 de dezembro, sancionada pelo governador Eugênio Barros. O projeto foi de autoria do deputado estadual José Ribamar Dominici. A região já abrigava a Colônia Maracaçumé desde 1855, fundada para organizar a ocupação de terras, conter conflitos com quilombos e instalar a Companhia Maranhense de Mineração, que inclusive trouxe para a região cerca de 40 chineses para a exploração de minérios.

## Cadeia de Desmembramentos
Turiaçu: Originalmente parte de São Luís, foi elevado à categoria de vila em 1834 e município em 1870 (Lei Provincial nº 897).
Cândido Mendes: Desmembrado de Turiaçu em 1948 (Lei Estadual nº 190). Incluía os distritos de Cândido Mendes, Aurizona, Barão de Tromaí e Estandarte.
Godofredo Viana: Desmembrado de Cândido Mendes em 1964 (Lei Estadual nº 2374), incorporando o distrito de Aurizona e o povoado de Laranjal (sede).
Centro do Guilherme: Desmembrado de Godofredo Viana em 1994 (Lei Estadual nº 6126).

## Grilagem de Terras, Assentamentos do INCRA e COLONE
A grilagem de terras foi uma prática recorrente no Alto Turi, especialmente a partir do século XIX, quando a Coroa Portuguesa e, posteriormente, o governo imperial brasileiro distribuíram sesmarias e concessões de terras. Grandes latifundiários falsificavam títulos ou se apropriavam de áreas ocupadas por indígenas e quilombolas, gerando conflitos. Na região dos rios Turiaçu, Paruá e Maracaçumé, a grilagem intensificou-se no século XX com a chegada de migrantes atraídos pela fertilidade do solo, garimpos e pela abertura da BR-316.

### COLONE e Assentamentos do INCRA
A Companhia de Colonização do Nordeste (COLONE), criada na década de 1960, também atuou na região, promovendo a colonização planejada de áreas do Alto Turi. A Colônia Maracaçumé, fundada em 1855 e reorganizada pela COLONE, é um exemplo de tentativa de ordenar a ocupação territorial, embora tenha enfrentado problemas com a distribuição desigual de terras e a marginalização de comunidades tradicionais.
A partir da década de 1970, o Instituto Nacional de Colonização e Reforma Agrária (INCRA) junto com a COLONE tentou regularizar a ocupação de terras e mitigar conflitos fundiários. Destacam-se em Centro do Guilherme, a criação de 06 faixas de lotes de 50 hectares (200m de frente por 2500m de comprimento) onde famílias de trabalhadores rurais foram realocadas. As faixas, hoje chamadas de Quadras, são uma continuação das que existem nos municípios vizinhos de Presidente Médici e Maranhãozinho (Qd. 10, 15 e 20), sendo as pertencentes à Centro do Guilherme as Quadras 20 (parte dos lotes de terras), 25, 30, 35, 40, 45, 50 (parte), seguindo-se numa faixa contínua já no município de Centro Novo (Qd. 50, 55, 60 e 65). Essas faixas de terras só se tornaram assentamento na primeira década do século XXI após enfrentarem desafios como infraestrutura precária e resistência de grileiros.

## Garimpos no Alto Turi
A exploração de ouro e outros minerais foi um fator importante na economia do Alto Turi, especialmente em Godofredo Viana, onde garimpos começaram a ser abertos no início do século XX. O Garimpo de Aurizona, próximo a Godofredo Viana, é um dos mais relevantes da região, com atividades intensificadas a partir da década de 1980. Esses garimpos atraíram migrantes de outras regiões do Maranhão e do Brasil, mas também geraram impactos ambientais, como desmatamento e poluição dos rios Gurupi e Turiaçu. Entre os garimpos famosos de Centro do Guilherme destacam-se: Garimpo do Nadir, do Iracy, ambos na década de 80; e do Cedral, incluindo do Cequeiro, da mesma região de Cedral, estes da década de 90.
A partir dos anos 2000 os garimpos passaram a dar sinais de esgotamento, apesar de, isoladamente, alguns garimpeiros obterem sucesso alternado nas áreas do Cedral e Qd. 35.
Conta-se que no auge do Garimpo do Cedral, esta região era considerada o Velho Oeste do Alto Turi, com mortes diárias, muita exploração sexual e forte consumo de drogas líticas e ilícitas. O garimpo em si nuca trouxe desenvolvimento para a região.

## Abertura da BR-316 (Década de 1970)
A BR-316, que corta a região do Alto Turi, conectando Santa Inês, Zé Doca, Maracaçumé e Boa Vista do Gurupi, foi inaugurada na década de 1970, com obras iniciadas em 1968 e concluídas em etapas até 1975. A rodovia foi projetada para integrar o Maranhão à malha rodoviária nacional, facilitando o escoamento de produtos agrícolas e a migração para o interior. Um bom  exemplo de uso relacionado à Centro do Guilherme se deu no escoamento da produção de arroz na década de 80 e início de 90, quando o município tinha uma extensa produção desse cereal. Seu traçado atravessa áreas historicamente ocupadas por indígenas Ka’apor e quilombolas, bem como vilas de caçadores e agricultores. A BR-316 também impulsionou o crescimento populacional de Zé Doca, que se tornou um polo regional, de Santa Luzia do Paruá e de Maracaçumé, beneficiadas pela proximidade com a rodovia. Outrora o transporte de pessoas se dava por animais e a pé, assim como o de produtos comercias (carnes e produtos agrícolas) que se davam através dos tropeiros.
Centro do Guilherme era acessada por uma estrada de terra saindo do mesmo local em que hoje se encontra a MA-307, ao lado da sede do município de Presidente Médici, conhecida antes por Santa Tereza.

## Origem das Famílias Migrantes e Razões da Migração
As famílias que migraram para o Alto Turi ao longo dos séculos XIX e XX vinham principalmente de outras regiões do Maranhão (como São Luís, Viana, Pinheiro, Vargem Grande, Urbano Santos, Santa Inês, Caxias entre outras), do Pará (devido à proximidade com o rio Gurupi) e de estados do Nordeste, como Piauí e Ceará. A partir do século XX, migrantes do Sul e Sudeste do Brasil também chegaram, atraídos por projetos de colonização do INCRA e COLONE. Cita-se neste caso as famílias de Bruno, caminhoneiro do ramo de serrarias, e outros. Entre os donos de serrarias ou madeireiras constavam um senhor conhecido por Belimário.
As principais razões para a migração incluíam:
- Busca por terras férteis: A região do Alto Turi era conhecida pela fertilidade do solo, ideal para agricultura e pecuária.
- Projetos de colonização: Iniciativas como a Colônia Maracaçumé e assentamentos do INCRA incentivaram a ocupação planejada.
- Exploração de recursos: Garimpos e a extração de madeira atraíram trabalhadores.
- Fuga de conflitos e pobreza: Muitos migrantes deixaram áreas afetadas por secas no Nordeste ou por conflitos fundiários em outras regiões.

É possível que o Sr. Guilherme tenha tido conhecimento das incursões dos caçadores: Raimundo Rodrigues dos Santos, conhecido como Codó, nascido em 1907 em Caxias, Maranhão, dona Maria, esposa de Codó que, em 29 de dezembro de 1959, chegou à Floresta do Gurupi, e em uma clareira que inicialmente chamou de Traquá, devido à abundância de formigas e à influência de uma palavra indígena, fundou Santa Luzia, adicionando depois o nome Paruá em homenagem ao rio que banha a região.
Outros pioneiros, como Velha Rosa, Zé de Rosa, e Cizino Fernandes, também desempenharam papéis cruciais. Cizino fundou o povoado de Abaixadinho, próximo aos indígenas Ka’apor, e mais tarde estabeleceu o povoado de Paruá, na margem esquerda do rio. Esses pioneiros, muitos com laços de parentesco, dominavam a língua dos nativos e interagiam com os Ka’apor, vivendo temporariamente em seus aldeamentos. Eles se dedicaram à agricultura (mandioca, feijão, arroz), caça e pesca, aproveitando a fertilidade do solo e a abundância de recursos naturais.
Em 1964, o padre Adolfo, de Pinheiro, celebrou a primeira missa em Santa Luzia do Paruá, consolidando a presença católica na região. 

Em 10 de novembro de 1994, Santa Luzia do Paruá perdeu parte de seu território com a criação dos municípios de Nova Olinda do Maranhão e Presidente Médici (Santa Teresa), pela Lei Estadual nº 6.159, configurando assim a atual vizinhança de Centro do Guilherme.